# Oratorio de San Felipe Neri (Toledo)
El oratorio de San Felipe Neri es un edificio de la ciudad española de Toledo, situado donde antiguamente aparecía en los planos la parroquia de San Juan Bautista, cuya fundación data, como mínimo, de 1125. Entre 1771 y 1777 la iglesia, que se encontraba en estado ruinoso, fue derribada, y se trasladó la parroquialidad y algunos de los objetos que contenía a la iglesia de los Jesuitas. 
Se sabe que a finales del siglo XV o comienzos del XVI había sido reconstruida totalmente, ya que se encontraba en pésimo estado. En el muro del evangelio se levantaba una gran capilla, mandada construir por don Sancho Sánchez de Toledo, que estaba regida por la cofradía de la llamada «Escuela de Cristo». Esta capilla, que fue construida en la misma época que la iglesia, es lo único que permanece en pie de todo el complejo parroquial, y que lleva el nombre de San Felipe Neri. 
A lo largo de todo el siglo XVII se realizaron obras de reparación en la iglesia, fundamentalmente en la torre y la techumbre. 
La fábrica de la capilla es gótica y consta, fundamentalmente, de un gran espacio rectangular donde se abre el presbiterio, de muy poco fondo. El espacio se halla cubierto con una bóveda de aristas. En el exterior los muros son de mampostería, y la entrada se realiza por una puerta de granito de factura sencilla. En el muro se observa todavía el gran arco ojival que permitía el paso desde la antigua parroquia a la capilla. 
El ‘Oratorio de San Felipe Neri’ es un inmueble propiedad de la Junta de Comunidades de Castilla-La Mancha cedido en enero de 2019 al Consorcio de la Ciudad de Toledo, tras un convenio firmado entre ambas partes. 

## Exposiciones
En 2022 el Oratorio abre sus puertas para exposiciones contemporáneas de prestigio, bajo la gestión del Consorcio. Inauguran con "Presencia y Esencia" un ciclo de dos exposiciones, consistente de una muestra de los artistas toledanos Alfredo Copeiro y José Delgado Periñan llamado "Memorias" y la exposición e instalación pictórica "Selfis del pasado" del artista suizo afincado en Castilla-La Mancha Daniel Garbade. Se organiza diversos eventos culturales, como el desfile de moda del diseñador toledano José Luis Sánchez en 2022.
En 2023 se centran en el arte textil creado por mujeres, con las muestras "EncajArte" de Paloma Beneytez, la instalación " Trópicos"  a cargo de Ana González Rojas y la exposición "Transversal" de Ulises Mérida.